# TNL Mediagene

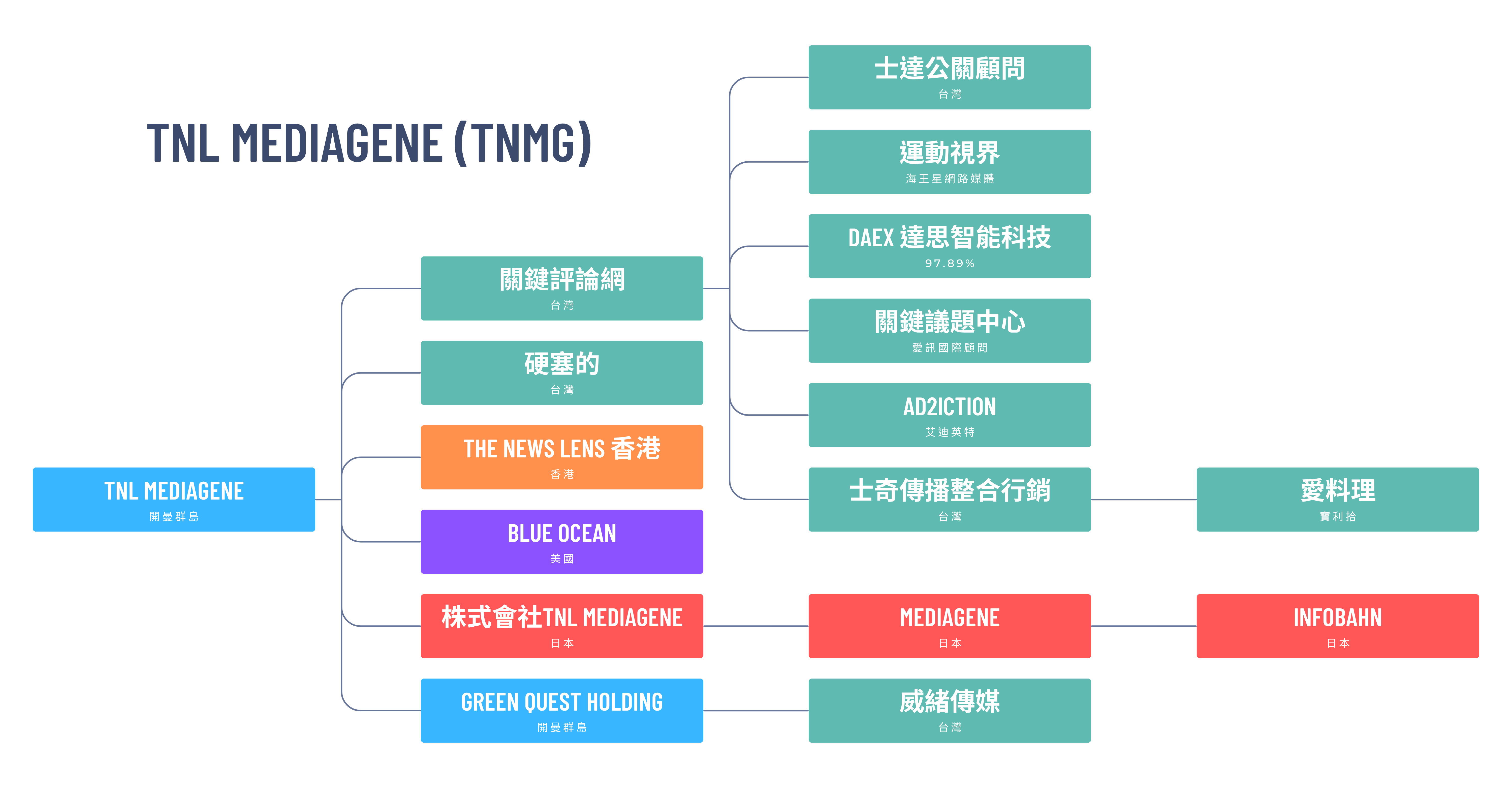
TNL Mediagene的持股結構

TNL Mediagene是一家跨國媒體控股公司，是一間開曼群島豁免公司，由關鍵評論網媒體集團在2023年與Mediagene合併而來。TNL Mediagene的主要業務包含面向台灣與日本的媒體品牌與行銷服務，例如關鍵評論網、Gizmodo Japan以及長期承接台灣政府標案的士奇傳播。

## 合併與上市過程

### 合併
開曼群島商The News Lens Co.，也被稱為關鍵評論網媒體集團，在2023年5月26日與Mediagene Inc.（下稱Mediagene）合併，並更名為TNL Mediagene（第二代）。
合併後的控股公司TNL Mediagene持有日商TNL Mediagene Japan（現）；TNL Mediagene Japan旗下依序持有Mediagene（第二代，原INFOBAHN（第一代））與INFOBAHN（第二代）。

### 上市
藉由將合併子公司TNLMG（TNL Mediagene（第二代）的子公司，原TNL Mediagene（第一代））與特殊目的收购公司Blue Ocean Acquisition Corp.（下稱Blue Ocean）合併（Blue Ocean為存續公司），來讓母公司TNL Mediagene（第二代，原The News Lens Co.）在美國纳斯达克上市。
TNLMG於2023年6月2日成立，在2023年6月6日與Blue Ocean簽訂合併協議和計畫，合併協議的期限在第二次修正中被延長到了2024年12月，最終於2024年12月5日與Blue Ocean合併，為消滅公司。
根據Blue Ocean向證監會提交的投資者簡報，最晚在合併的36個月後，TNL Mediagene的原有股東、外部投資者與Blue Ocean的股東將依序持有75.9％、10.2％與13.9％的股份。
TNL Mediagene是首批在NASDAQ上市交易的亞洲媒體公司之一，股票代號為TNMG。於2024年12月6日開盤時開始交易。

## 歷史

### Mediagene
1998年10月30日，INFOBAHN（第一代）成立。
2008年2月，Mediagene（第一代）成立。
2015年3月，Mediagene（第一代）透過股票互换成為INFOBAHN（第一代）的子公司。
2015年7月1日，INFOBAHN Inc.（第一代）改名為INFOBAHN Group Inc.，並成立新的INFOBAHN Inc.（第二代），繼承舊INFOBAHN Inc.（第一代）的業務，轉型為控股公司。
2022年3月1日，INFOBAHN Group Inc.吸收Mediagene Inc.（第一代），並改名為Mediagene Inc.（第二代）。
2023年5月25日，Mediagene（第二代）藉由股票互換成為（現）的完全子公司。

### 關鍵評論
2013年5月21日，關鍵評論網設立。
2015年1月16日，開曼群島商The News Lens Co.成立，是TNL Mediagene（第二代）的前身。
2023年3月1日，關鍵評論網取得愛料理剩餘的49.44%股權，總對價為1,722,595美元。

### TNL Mediagene
2023年5月26日，關鍵評論網媒體集團完成合併Mediagene，成為TNL Mediagene。
2023年6月1日，關鍵評論網取得AD2剩餘的49%股權。
2024年4月1日，Mediagene收購原Newsy Inc.旗下的Sirabee與fumumu網站。
2024年9月1日，TNL Mediagene收購Green Quest，以及其子公司威緒傳媒。
2024年12月5日，子公司TNLMG與SPAC Blue Ocean完成合併。
2024年12月6日，TNL Mediagene在NASDAQ上市，股票代號為TNMG。

## 品牌與服務

### 新聞與商業媒體
- 關鍵評論網
- Sirabee
- Business Insider Japan
- 商益

### B2B媒體
- DIGIDAY JAPAN（英语：Digiday）
- MASHING UP
- Modern Retail
- GLOSSY JAPAN

### 科技媒體
- Gizmodo Japan
- Cool3c
- Tech Insider
- INSIDE 硬塞的網路趨勢觀察

### 生活風格與食物媒體
- iCook愛料理
- iGood 愛好物 （页面存档备份，存于）
- Lifehacker Japan
- ROOMIE
- ROOMIE KITCHEN
- Life Insider
- Money Insider
- every little d

### 運動與娛樂
- 運動視界
- 電影神搜
- Fuze

### 數位工作室
- INFOBAHN
- 士奇傳播
- 關鍵議題中心[4]

### 過去的服務
- The News Lens Japan：大約在2024年4月，與松村顧問公司合作的網站宣布停止更新，並於2024年12月5日清算。[27][28][3]
- 歐搜哇：2024年6月7日，Ad2iction艾迪英特旗下的歐搜哇停止更新，併入同公司的電影神搜網站。[29][30]
- fumumu：2024年6月30日，Mediagene旗下，定位為女性媒體的新聞網站停止更新，與姊妹站Sirabee整合。[31]
- ShareParty：2025年1月1日，官網與臉書專頁公告所有權從愛訊國際顧問轉移給動碼分析。[32]

## 外部連結
- DEFM14A 表格 - 與合併或收購相關的最終委託書 （页面存档备份，存于）：BOCN與TNL Mediagene合併前後的持股結構等細節。